# سان أنطونيو

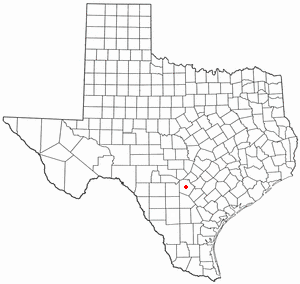
موقع مدينة سان أنطونيو بولاية تكساس

سان أنطونيو، واسمها رسميا مدينة سان أنطونيو، هي سابع أكبر مدينة من حيث السكان في الولايات المتحدة وثاني أكبر مدينة من حيث المساحة في ولاية تكساس، ويبلغ عدد سكانها 1,409,019 نسمة.  وكانت الأسرع نموا بين أكبر عشر مدن في الولايات المتحدة من عام 2000 إلى 2010، والثانية في نفس القائمة من عام 1990 إلى 2000.  تقع المدينة بين جنوب ووسط ولاية تكساس، وتقع على الركن الجنوبي الغربي من الإقليم الحضري العملاق المعروف باسم مثلث تكساس.
سان أنطونيو هي مقر مقاطعة بيكسار. مددت التوسعات الأخيرة حدود المدينة إلى مقاطعة مدينا، كما تقع منطقة صغيرة جدا من المدينة في مقاطعة كومال بالقرب من مدينة غاردن ريدج.  تتمتع المدينة بفضل موقعها بخصائص المراكز الحضرية في الغرب الأمريكي في مناطق قليلة السكان وذات الكثافة المنخفضة خارج حدود المدينة. سان أنطونيو هي مركز سان أنطونيو-نيو براونفيلز الحضرية الإحصائية. يشار إلى المنطقة الحضرية باسم سان أنطونيو الكبرى، ويبلغ عدد سكانها حوالي 2.4 مليون نسمة استنادا إلى تقديرات تعداد الولايات المتحدة لعام 2015، مما يجعلها في المركز 25 بين أكبر المناطق الحضرية في الولايات المتحدة وثالث أكبر منطقة حضرية في تكساس. كما أن النمو على طول الطريق السريع بين الولايات 35 و 10 في الشمال والغرب والشرق يرجح أن تستمر المنطقة في التوسع.
سميت مدينة سان أنطونيو على القديس أنطونيو من لشبونة، والذي يحتفل بعيده في 13 يونيو، وهو يوم وصول البعثة الاسبانية إلى المنطقة عام 1691. تحتوي المدينة على خمس بعثات إسبانية من القرن الثامن عشر، بما في ذلك مبنى ألامو ومنتزه سان أنطونيو التاريخي، وتم إدخالهما ضمن مواقع اليونسكو للتراث العالمي في عام 2015.  ومن المعالم البارزة الأخرى، ريفر ووك، برج الأمريكتين، ألامو بول، وجزيرة الزواج. ومن بين مراكز الترفيه التجاري متنزهات سي وورلد وسيكس فلاغس فييستا تكساس، ويزور المدينة حوالي 32 مليون سائح سنويا وفقا لمكتب سان أنطونيو للمؤتمرات والزوار. المدينة هي موطن فريق السلة سان أنطونيو سبرز الحائز على بطولة الدوري خمس مرات وتستضيف مهرجان سان انطونيو السنوي للماشية والروديو، أحد أكبر هذه الأحداث في البلاد.
تملك القوات المسلحة الأمريكية العديد من المرافق في سان أنطونيو: فورت سام هيوستن، قاعدة لاكلاند الجوية، قاعدة راندولف للقوات الجوية (التي تشكل قاعدة سان أنطونيو المشتركة)، مع معسكر بوليس ومعسكر ستانلي خارج المدينة. كانت قاعدة كيلي الجوية تعمل من سان أنطونيو حتى عام 2001، عندما تم نقل المطار إلى لاكلاند. وقد تم تطوير الأجزاء المتبقية من القاعدة ضمن ميناء سان أنطونيو، وهو مجمع صناعي / تجاري ومجمع للفضاء الجوي. سان أنطونيو هي موطن لست شركات فورتشين 500 ومركز جنوب تكساس الطبي، وهو مركز الأبحاث والرعاية الطبية الوحيد في منطقة جنوب تكساس.

## تاريخ
أنشأ الأب أنطونيو أوليفاروس مدينة سان أنطونيو عام 1718 حين أنشأ بعثة أسبانية في الموقع. ولقد اختارت الحكومة الأسبانية هذا المكان ليكون موقعا لإقامة مستوطنة في منتصف الطريق بين بعثاتها في شرقي تكساس ومحطاتها العسكرية بشمالي المكسيك. وكان بعض أعضاء البعثات التنصيرية الأسبانية المبكرة يطلقون اسم سان أنطونيو على هذا المكان نسبةً إلى القديس أنطونيوس. تغطي منطقة سان أنطونيو مساحة تصل إلى 777 كم² في وسط مقاطعة بيكسار. تعيش في المنطقة خمس مجموعات سكانية مستقلة عن بعضها وذلك في مرتفعات ألامو ومرتفعات بالكونيس وكاسل هل وأولموس بارك وتيريل هيلز. تغطي منطقة مدينة سان أنطونيو 6,545 كم².

## معرض الصور

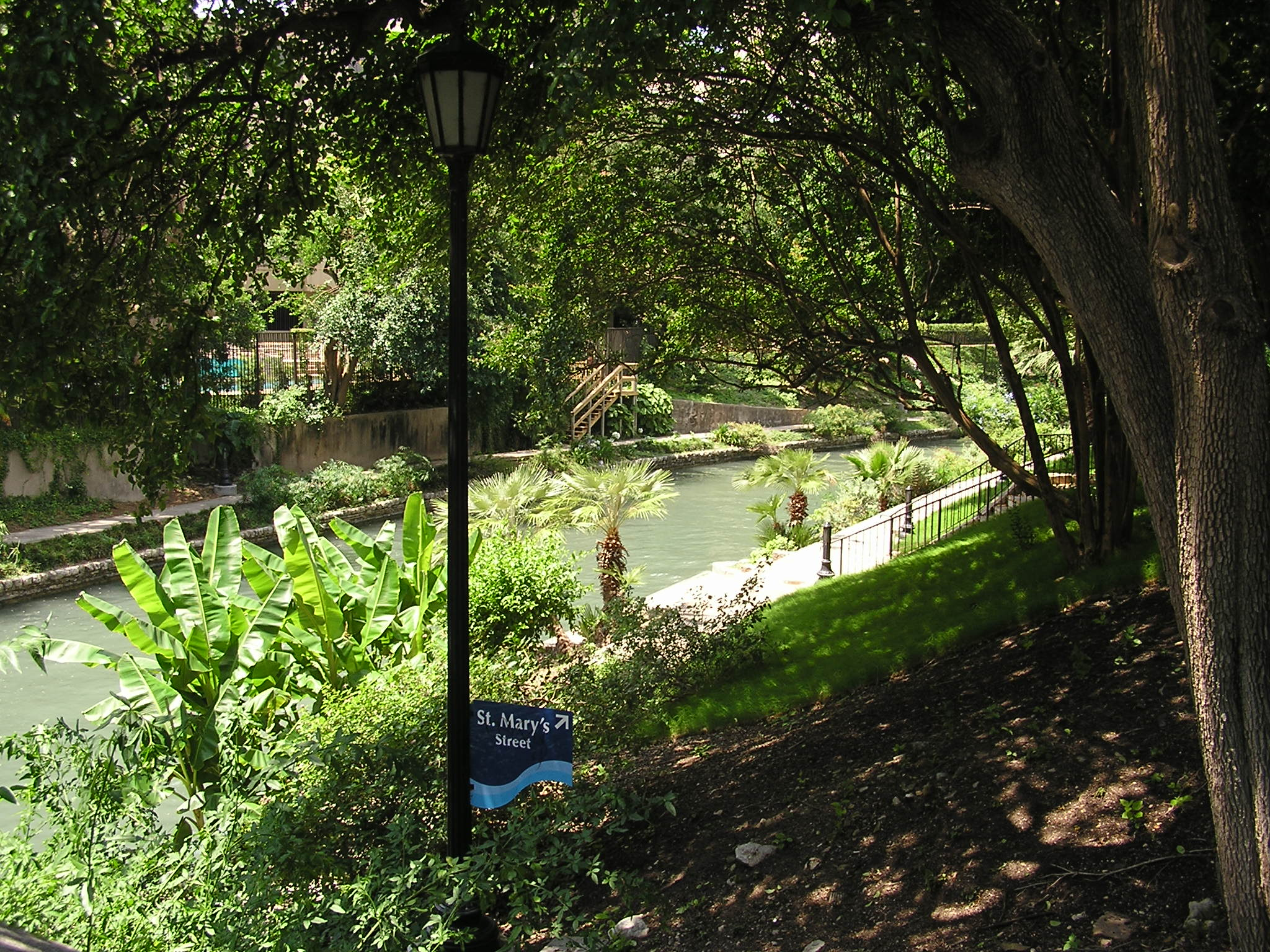
Ibaiaren ibilbidea
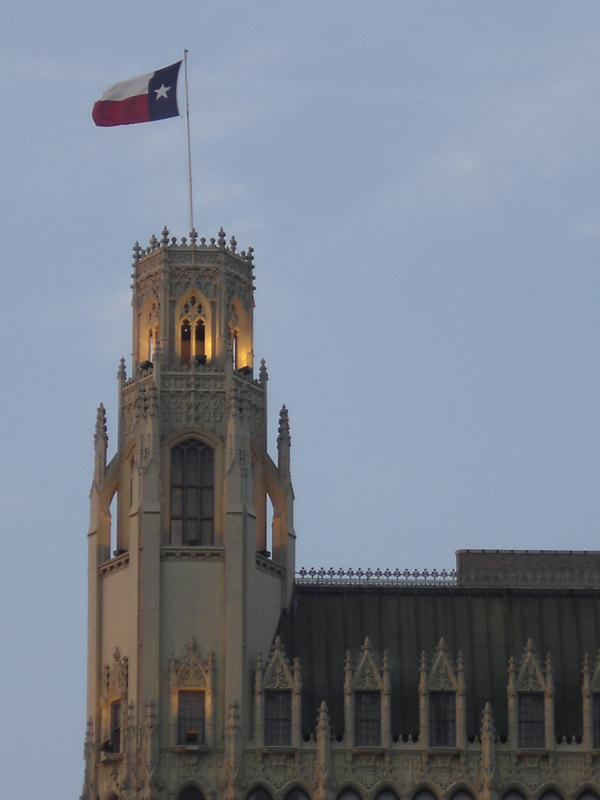
Emily Morgan Hotela
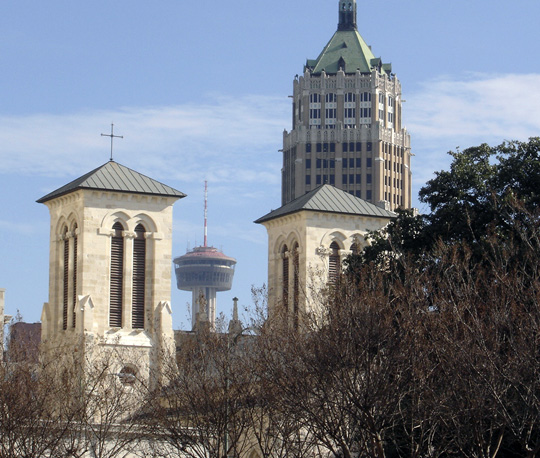
San Fernandoko katedrala
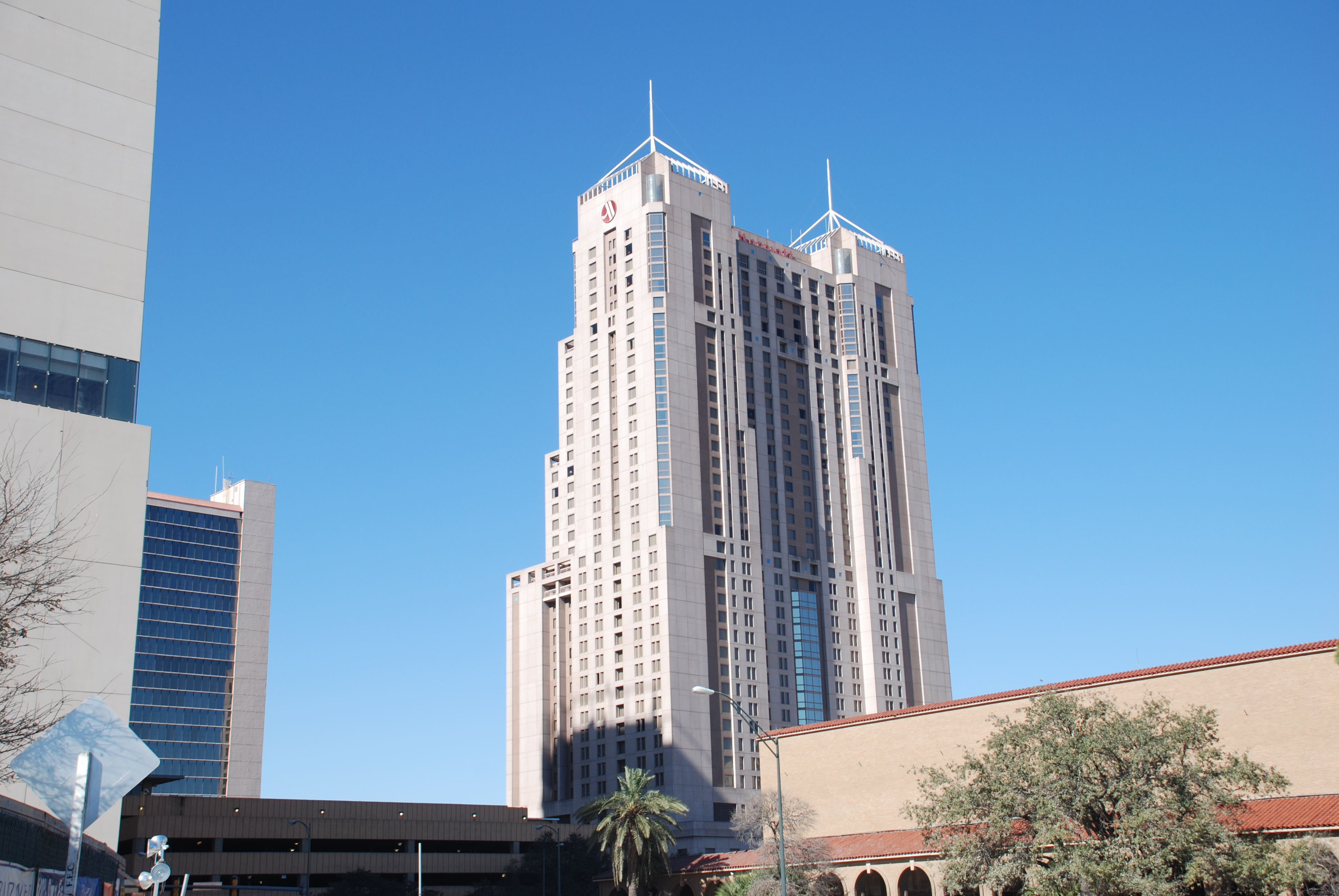
Marriott Rivercenter
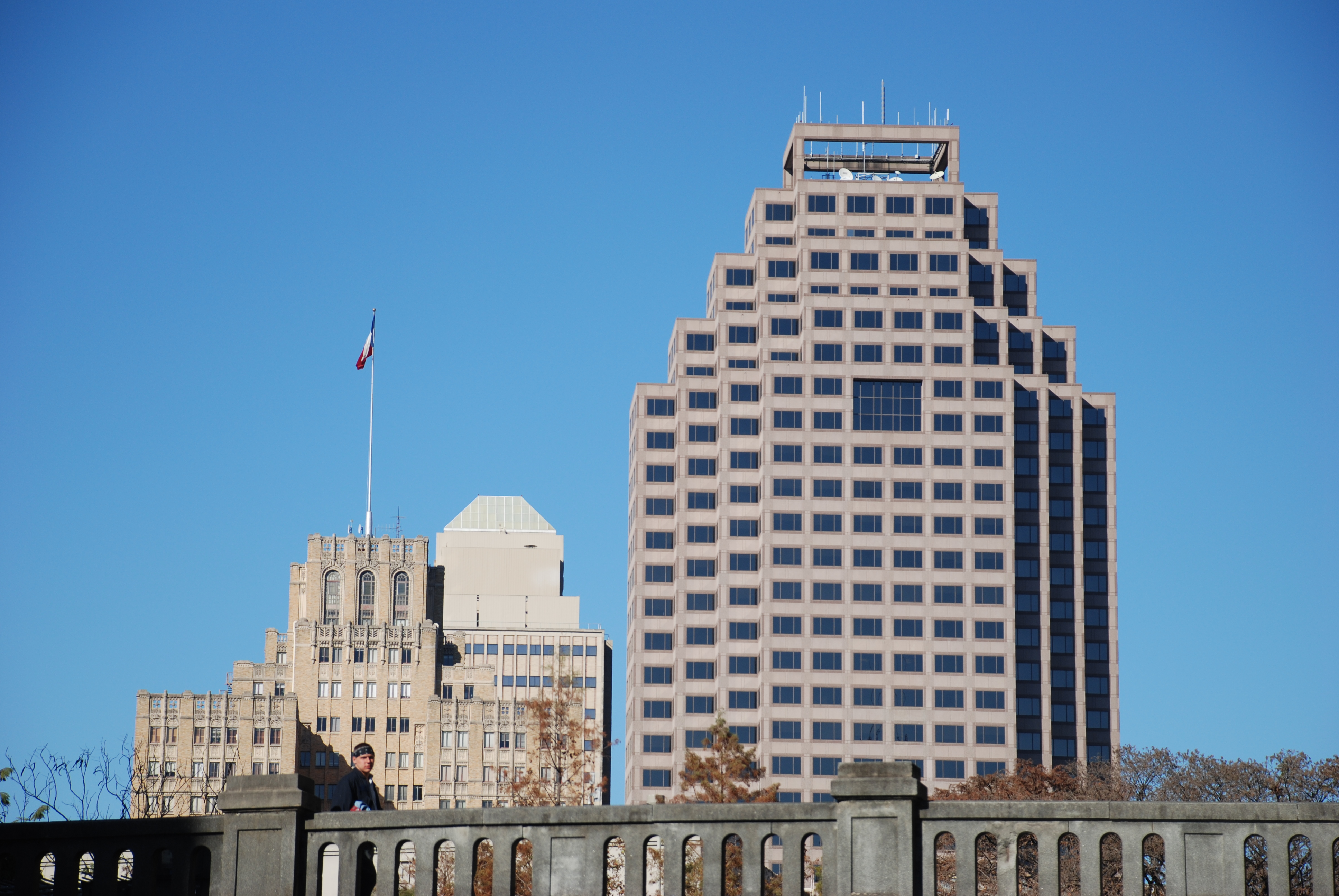
Weston Centre
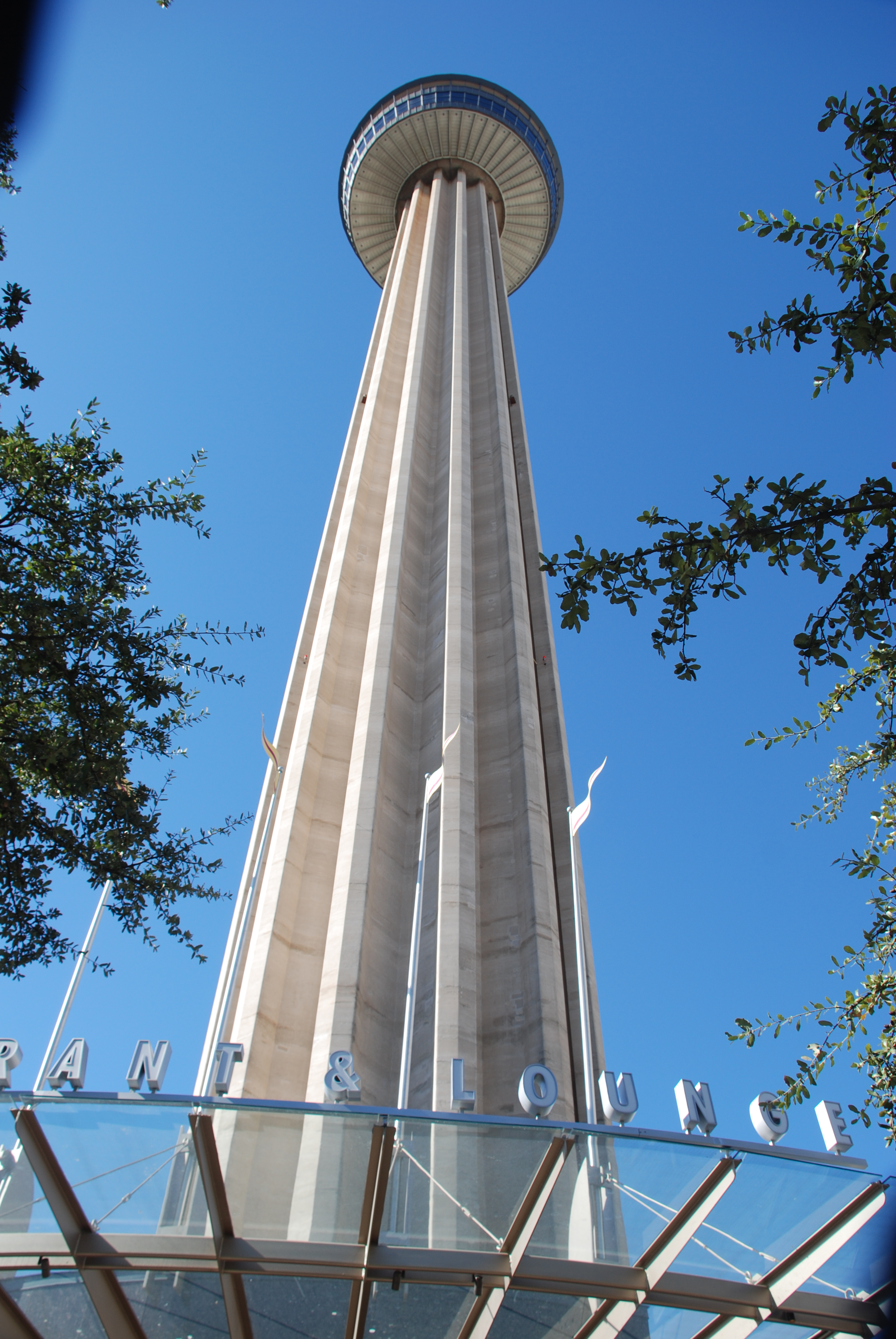
Ameriketako dorrea
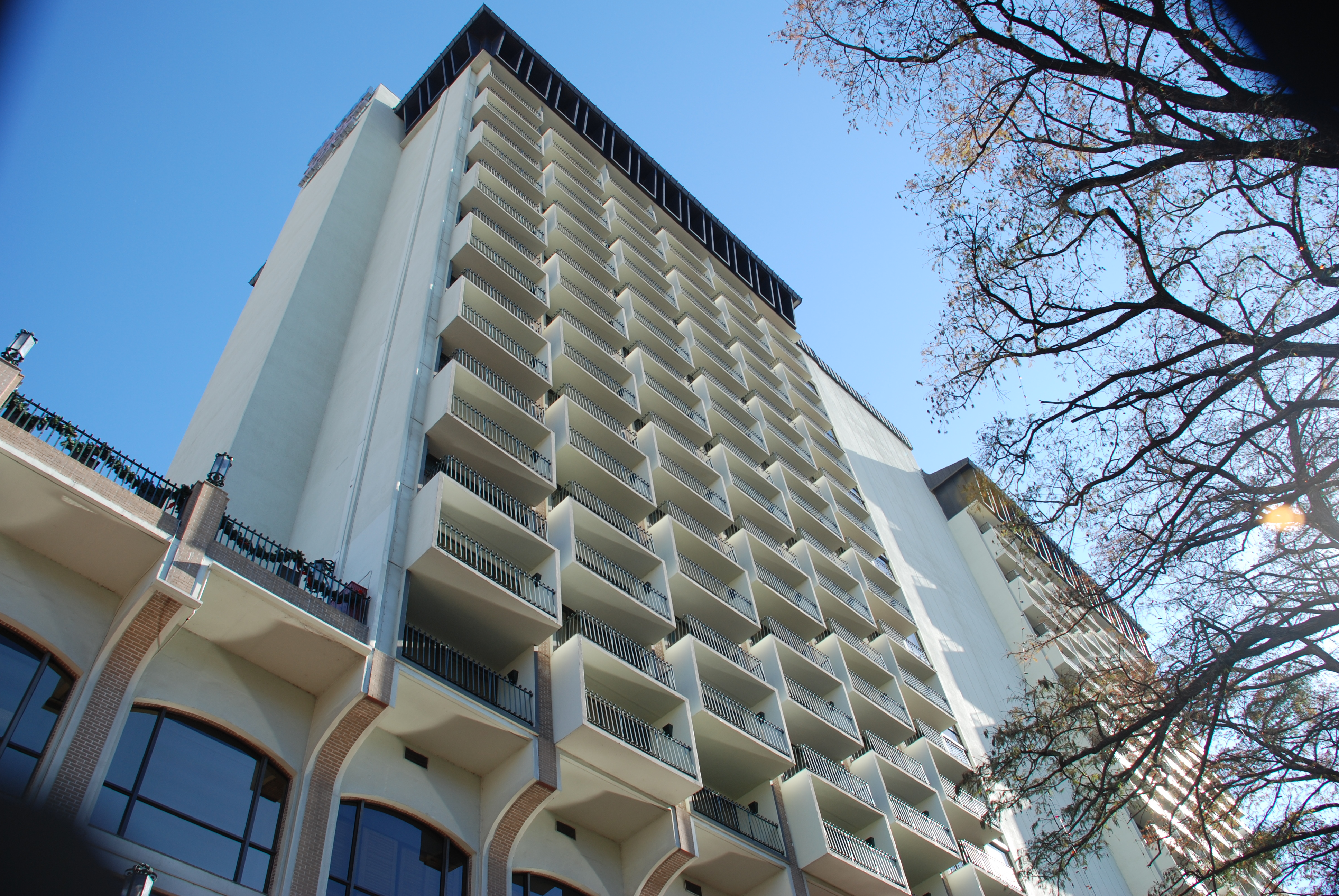
Hilton Palacio del Rio
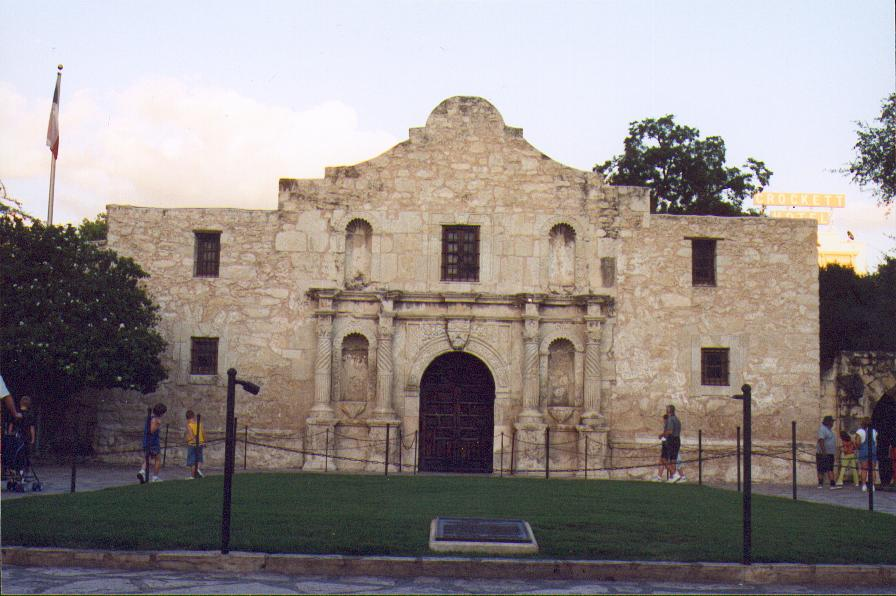
El Álamo
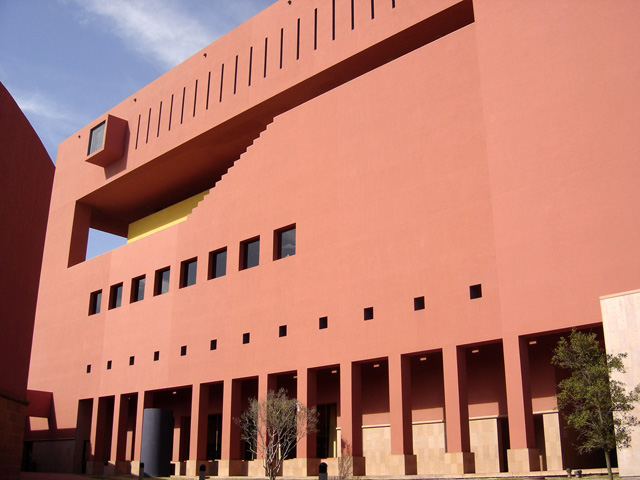
Liburutegia
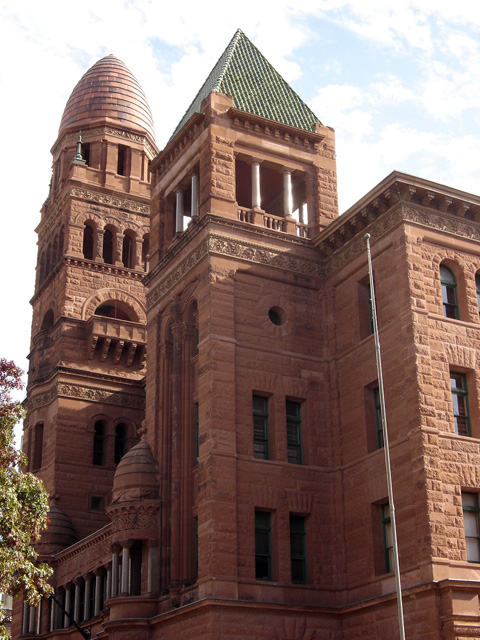
Bexar konderriko epaitegia
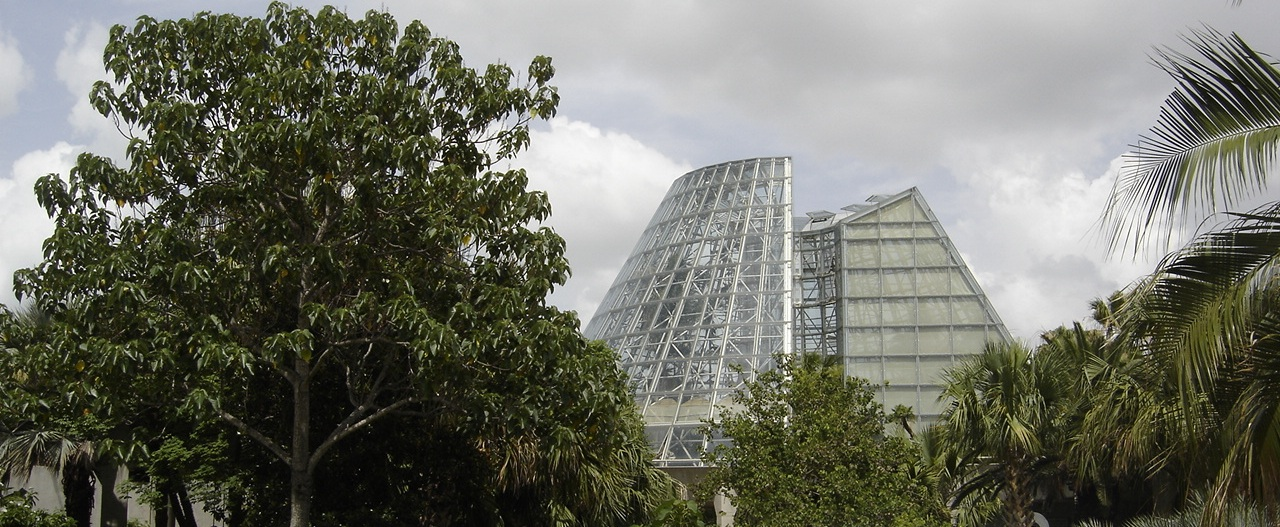
Lorategi botanikoa
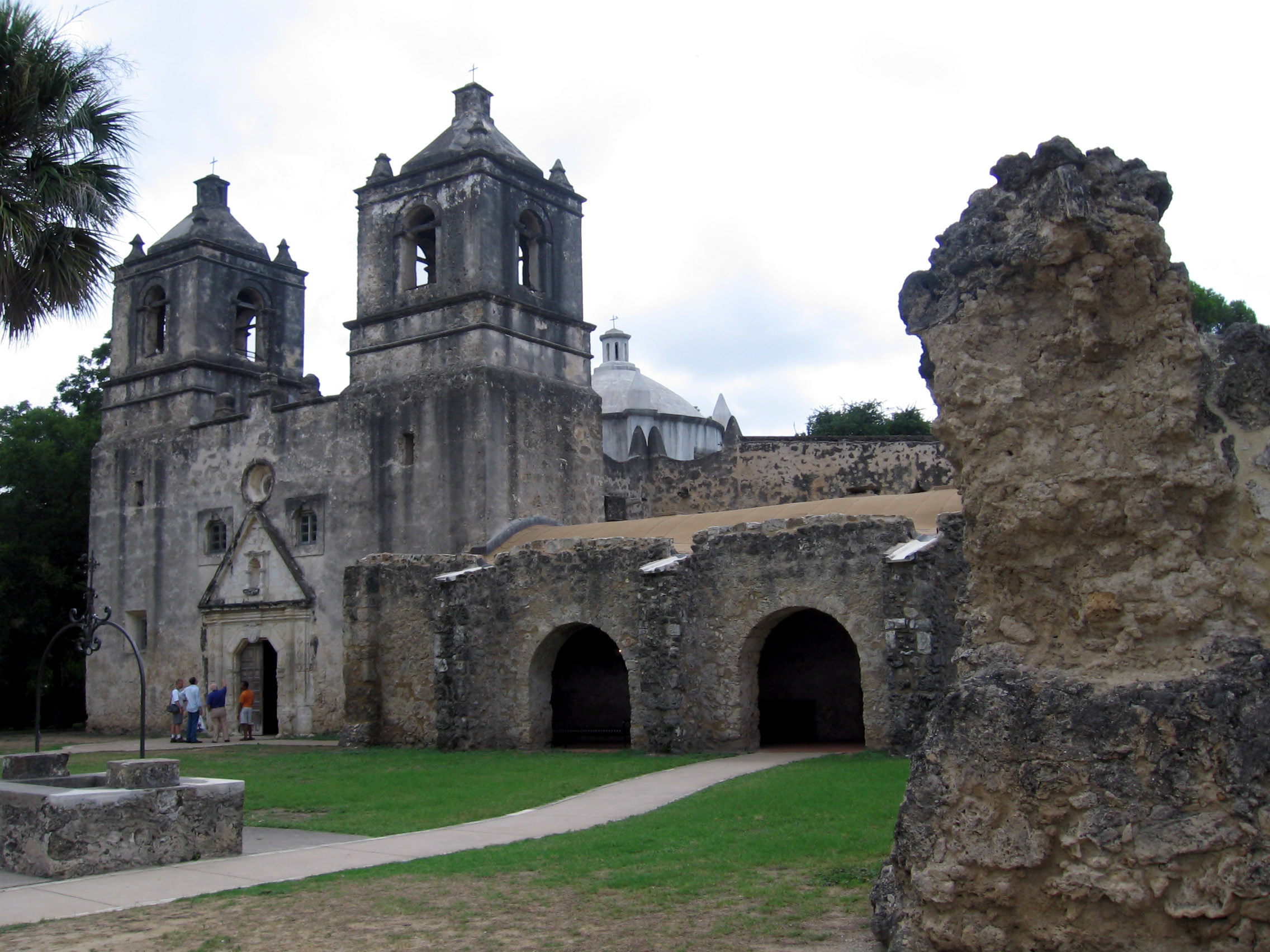
Parke historikoa

## وصلات خارجية
- الموقع الرسمي